# コントD51
コントD51（コントデゴイチ）は、日本のお笑いコンビ。当初はトリオだった。出囃子は『まっくろけ節』。トムプロダクションに所属していたが、現在はフリー。落語芸術協会会員。

## メンバー
- 香川 けんじ（かがわ けんじ、1952年1月2日 - ）本名∶香川 賢治。香川県まんのう町出身。
  - 元は役者志望[1]。
  - かつてはチャーリー石黒のバンドボーイを務めていた[1]。
  - 弟のまさしと組む前に北大路欣也の付き人や勝新太郎の弟子とコンビを組んでいた[1]。
- 香川 まさし（かがわ まさし、1957年2月1日 - ）本名∶香川 昌之。香川県まんのう町出身。

### 元メンバー
- 及川 のび太（おいかわ のびた）
  - 脱退後は、コントトリオ「サムライ日本」に加入。

## 経歴
- 1972年
  - 5月 - けんじが朝丘雪路・津川雅彦の内弟子になる[1]。
  - 9月 - 名古屋名鉄ホール（明治一代女）扇枝役で初舞台。
- 1975年10月 - まさしが高校卒業したのと同時に[1]、コントD51結成。
- 1976年4月 - 浅草木馬館にて初高座。
- 1989年 - 落語芸術協会にて末広亭、浅草演芸ホール等に出演。
- 2019年 - キングオブコント2019 準々決勝進出。

## 芸風・その他
ネタはコントのみ。主なコントとして、「甲子園物語」や「草野球物語」、「警察官」などがある。当時のネタ作成は演芸作家の元木すみおによって作成されていた。現在は両者共に、ネタ作成及び役作りを決めている。また、舞台のスケジュールに空きがある際には地元香川県に帰郷し、農業にも従事している。ベテランの域に達する芸歴ながら若手に伍してキングオブコントに出場し続けており、2019年には準々決勝に進出して話題となった。

## 出演

### テレビ
- お笑いスター誕生!!（日本テレビ）- 2週勝ち抜き[1]。
- ザ・テレビ演芸（テレビ朝日）
- 出動!ラーメン刑事（BSフジ、2021年10月9日）- BSフジサタデープレミアム内での放送。
- クイズ!脳ベルSHOW（BSフジ、2022年1月19日、1月20日）- けんじは解答者として、まさしは応援として出演。